# Église Saint-Martin de Senat
L'église Saint-Martin est une église située à Taxat-Senat, en France.

## Localisation
L'église est située sur la commune de Taxat-Senat, dans le département français de l'Allier.

## Historique
L'édifice est inscrit au titre des monuments historiques en 1931.